# Pista Pegasus
La Pista Pegasus (OACI: NZPG) va ser una pista d'aterratge del Programa Antàrtic dels Estats Units situada a la Barrera de Ross, a l'Antàrtida. Tenia 3048 metres de llargada, i era la que es trobava més al sud dels tres aeròdroms que donen servei a l'estació de McMurdo. L'últim vol va ser el 8 de desembre de 2016.
Es va tancar a causa de la fusió del gel excessiva durant la temporada d'estiu causada per les temperatures més càlides i la pols i la brutícia provinent de la propera illa Black.
Altres pistes de la zona són les pistes de neu a Williams (ICAO: NZWD), que es limiten a avions equipats amb esquí, i l'Aeròdrom Ice Runway (ICAO: NZIR) al gel marí, disponible durant la temporada d'estiu de camp antàrtic.

## Història

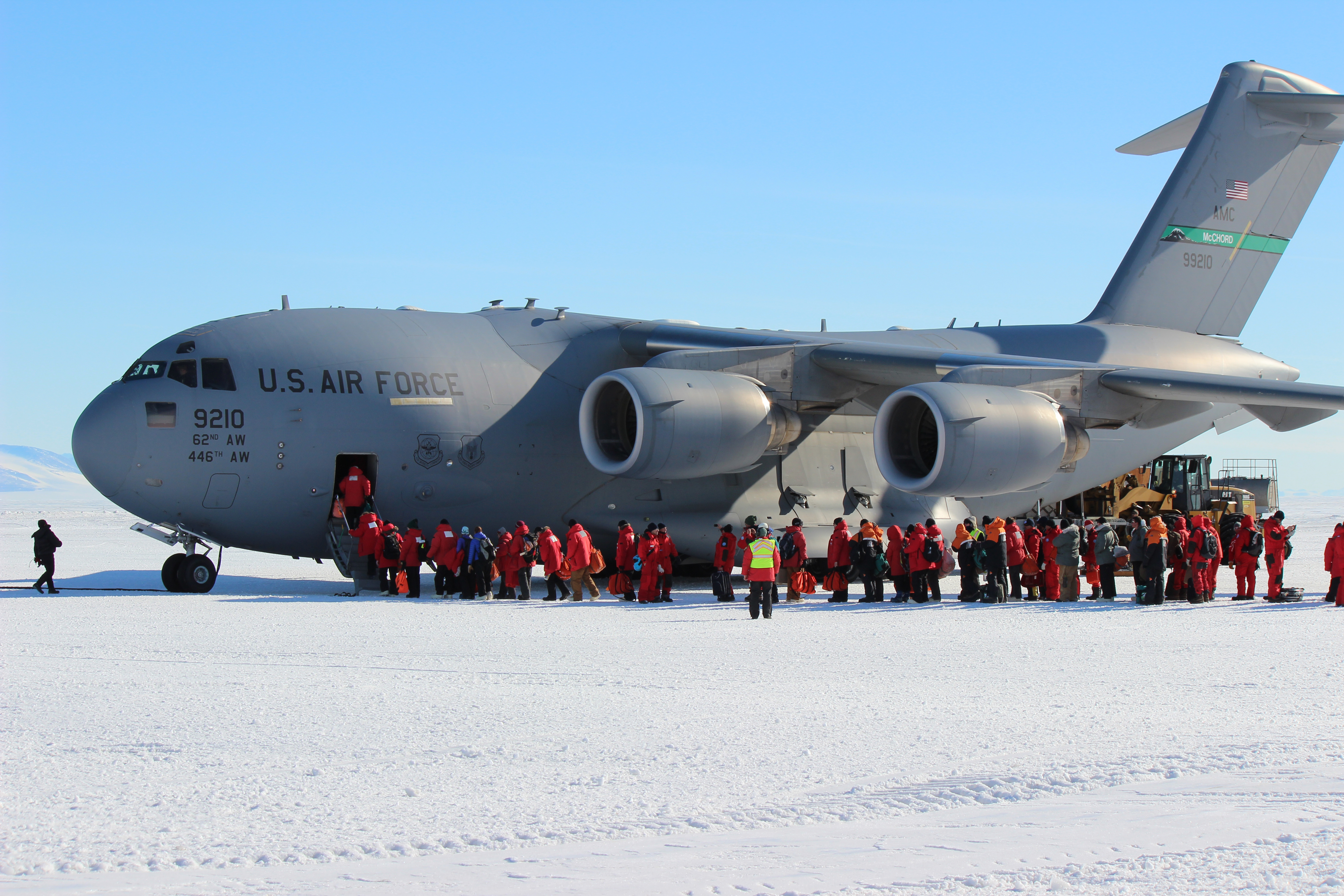
Participants del Programa Antàrtic dels Estats Units embarcant en un avió C-17 de la Força Aèria a l'Aeròdrom Pegasus.

Pegasus es va concebre originalment com a una pista de gel blau capaç de suportar avions amb rodes durant tot l'any. Amb el temps i el desenvolupament de la pista, es va millorar amb una capa de neu compactada de 10 cm a la part superior, caracteritzant-la així com a una pista de gel blanc. La preparació del paviment de la pista va requerir l'ús de rodets pneumàtics de 100 tones per compactar la fina capa de neu, convertint la neu en gel blanc, un material prou resistent per a resistir avions de transport militar de quatre motors.

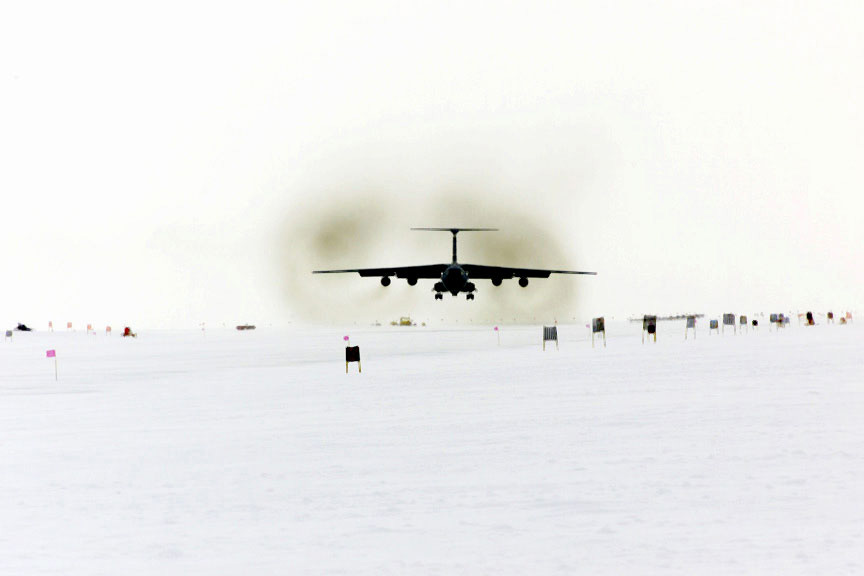
Un C-141C Starlifter aterrant a la Pista Pegasus.

La pista porta el nom de Pegasus, un C-121 Lockheed Constellation que el 8 octubre de 1970 es va veure obligat a fer un aterratge d'emergència en un terreny no preparat i amb mal temps. Cap dels 80 a bord va resultar ferit de gravetat. L'avió roman in situ a prop de l'aeròdrom i s'ha mantingut ben conservat. Generalment està cobert de neu, però ocasionalment els visitants que el volen fotografiar el destapen.
L'11 de setembre de 2008, un C-17 Globemaster III de la Força Aèria dels Estats Units va completar amb èxit el primer aterratge a l'Antàrtida utilitzant ulleres de visió nocturna a la Pista Pegasus. Anteriorment, el transport aeri en la foscor permanent de l'hivern només s'utilitzava en cas d'emergència, amb barrils de combustible cremant per perfilar la pista.
L'últim vol va ser el 8 de desembre de 2016. La Pista Pegasus va ser substituïda pel nou aeròdrom Phoenix (ICAO: NZFX) que va començar a operar a partir del febrer de 2017.